# 前681年
| 千纪： | 前1千纪 |
| 世纪： | 前8世纪 \| 前7世纪 \| 前6世纪 |
| 年代： | 前710年代 \| 前700年代 \| 前690年代 \| 前680年代 \| 前670年代 \| 前660年代 \| 前650年代                                                                                            |
| 年份： | 前686年 \| 前685年 \| 前684年 \| 前683年 \| 前682年 \| 前681年 \| 前680年 \| 前679年 \| 前678年 \| 前677年 \| 前676年                                                              |
| 纪年： | 周僖王元年 魯莊公十三年 齊桓公五年 晉侯緡24年 曲沃武公35年 鄭子嬰十三年 宋桓公元年 楚文王九年 衛惠公十九年 秦武公十七年 陳宣公十二年 蔡哀侯十四年 燕庄公十年 曹庄公21年 杞靖公23年 |

## 大事记
- 春，齊、陳、邾、蔡、宋等國在北杏(今山东省東阿)進行會盟.史稱北杏會盟，魯國和齊國講和。
- 齊滅遂之戰：夏，齊人滅遂而戍之。
- 亚述国王辛那赫里布在尼姆鲁德（美索不达米亚北部）的尼努尔塔神庙中被他的儿子暗杀。